# Doni domolykó
A doni domolykó (Leuciscus danilewskii) a sugarasúszójú halak (Actinopterygii) osztályának pontyalakúak (Cypriniformes) rendjébe, ezen belül a pontyfélék (Cyprinidae) családjába tartozó faj.

## Előfordulása
A doni domolykó élőhelye Dél-Oroszország gyors folyású vizei, az Azovi- (Don-medence) és a Fekete-tenger (a Dnyeper néhány bal oldali mellékfolyója) vízgyűjtője.

## Megjelenése
Teste előfordulási helyei szerint változó mértékben nyújtott, oldalról csak kevéssé lapított, feje kicsi, szájrése szűk, gyengén alsó állású. Pikkelyei nagyok, 43-45 van az oldalvonal mentén. A faroktő karcsú, hosszú és keskeny, farokúszója nagy. Hátúszója 10-12, farok alatti úszója 11-12 sugarú; a farok alatti úszó szegélye egyenes vagy csak gyengén beöblösödő. Garatfogai kétsorosak, 2.5-5.2. Háta sötét, a szürkészöldtől az olajzöldig; oldalai ezüstösen csillogóak, sárgás fénnyel; hasa fehéres. A hát- és farokúszó a szürkétől a sötétszürkéig, a mell- és hasúszók, valamint a farok alatti úszó a sárgástól a narancssárgáig változik. Testhossza 15-21 centiméter, legfeljebb 24 centiméter.

## Életmódja
Tápláléka apró fenéklakók, például rovarlárvák, kisebb rákok és puhatestűek. Legfeljebb 7 évig él.

## Szaporodása
Március és május között homokos vagy kavicsos talajú, gazdag növényzetű partszakaszokon ívik. Ragadós ikrái vízinövényeken és köveken tapadnak meg. Az ikra 2 milliméter átmérőjű és átlátszó; 13 Celsius-fokos hőmérsékletnél kel ki, körülbelül 9 nap múlva. Jó táplálékkínálat mellett az ivadék gyorsan nő. A 3.-4. év végén ivarérett.